# Starrcade (2018)
Starrcade (2018) foi um evento de luta livre profissional produzido pela WWE e transmitido pelo WWE Network que ocorreu em 24 de novembro de 2018 no U.S. Bank Arena na cidade de Cincinnati, Ohio e foi ao ar em 25 de novembro de 2018. Contou com a participação dos lutadores do Raw e do SmackDown. Foi o vigésimo evento promovido sob a cronologia Starrcade e o segundo produzido pela WWE. O evento incluiu uma aparição especial do membro do Hall da Fama Ric Flair.

## Produção
Starrcade, um evento de circuito fechado ao vivo, foi concebido em 1983 por Dusty Rhodes. O evento foi originalmente produzido sob as bandeiras da National Wrestling Alliance (NWA) e Jim Crockett Promotions (JCP). A NWA e a JCP consideravam o Starrcade como seu principal evento do ano, muito na mesma linha em que seu rival, a World Wrestling Federation, começaria a considerar a WrestleMania dois anos depois. Em 1988, a JCP foi vendida para a Turner Broadcasting e se tornou World Championship Wrestling (WCW), com o Starrcade sendo mantido pela WCW até 2000.
Após um hiato de 17 anos, a WWE reviveu o Starrcade como um evento ao vivo do programa SmackDown em 25 de novembro de 2017. Em 16 de novembro de 2018, a WWE revelou que um segundo evento do Starrcade com os dois programas seria exibido como um especial do WWE Network em 25 de novembro de 2018.

## Antes do evento
Starrcade teve combates de luta profissional de diferentes lutadores com rivalidades e histórias pré-determinadas que se desenvolveram no Raw e SmackDown. As histórias foram produzidas nos programas de televisão semanais da WWE, Raw e SmackDown Live.
No episódio de 7 de agosto do SmackDown, os membros do The New Day, Big E e Kofi Kingston, derrotaram The Bar (Cesaro e Sheamus) para para se tornarem os desafiantes número um ao Campeonato de Duplas do SmackDown dos The Bludgeon Brothers (Harper e Rowan) no SummerSlam, onde The New Day venceu por desqualificação, mas não conquistaram o título. The New Day iria conquistar o campeonato no episódio seguinte do SmackDown e reter o mesmo no Hell in a Cell. Em 16 de outubro no SmackDown 1000, The Bar derrotou The New Day para conquistar o título. Uma revanche foi então marcada para o Starrcade.
No SummerSlam, durante o combate pelo Campeonato da WWE entre Samoa Joe e AJ Styles, Joe provocou Styles após desrespeitar sua esposa e filha, que estavam presentes. Um irado Styles atacou Joe com uma cadeira de aço, resultando em Joe ganhando por desqualificação, mas Styles mantendo o título. Em 24 de agosto, uma revanche entre os dois pelo título foi marcada para o Hell in a Cell. No pay-per view, Styles reverteu o Coquina Clutch de Joe em um pin para manter o campeonato, apesar de Styles bater durante o Coquina Clutch sem que o árbitro percebesse. Após a luta, Joe atacou Styles. Um irado Joe exigiu uma revanche com Styles. Paige concordou e agendou um terceiro combate entre os dois pelo título no Super Show-Down, que Styles ganhou. Um quarto encontro entre os dois, desta vez uma luta em uma jaula de aço, foi mais tarde programado para o Starrcade.
No SummerSlam, Charlotte Flair derrotou Becky Lynch e Carmella em uma luta triple threat para conquistar o Campeonato Feminino do SmackDown. Após o combate, Lynch atacou Flair, tornando-se assim uma vilã pela primeira vez em sua carreira na WWE. Ao longo das semanas seguintes, as duas atacaram uma a outra. No Hell in a Cell, Lynch derrotou Flair para conquistar o campeonato. Uma revanche foi agendada para o Starrcade. Em 22 de novembro, Lynch foi substituída do combate por Asuka depois de sofrer uma lesão facial legítima.
Em 16 de outubro no SmackDown 1000, Rey Mysterio competiu em sua primeira luta individual na WWE desde 2014, onde derrotou o campeão dos Estados Unidos Shinsuke Nakamura em um combate de qualificação para a Copa do Mundo da WWE. Uma revanche pelo Campeonato dos Estados Unidos foi marcada para Starrcade.
No Raw de 22 de outubro, depois que Seth Rollins e Dean Ambrose conquistaram o Campeonato de Duplas do Raw  de Dolph Ziggler e Drew McIntyre, Ambrose atacou Rollins repentinamente, se tornando um vilão. Duas semanas depois, no Raw, Ambrose atacou novamente Rollins, depois que este perdeu o título de duplas em uma luta 2-contra-1 contra AOP (Akam e Rezar). Na semana seguinte, Ambrose colocou em chamas sua característica vestimenta do Shield, depois de explicar seu ataque a Rollins, afirmando que ele era um "fardo" para ambos os seus ex-companheiros de equipe de Shield e eles o fizeram fraco. Depois que Rollins derrotou o campeão dos Estados Unidos do SmackDown, Shinsuke Nakamura, no Survivor Series, foi anunciado que Rollins defenderia seu Campeonato Intercontinental contra Ambrose em uma luta Street Fight no Starrcade. Em 22 de novembro, foi anunciado que o combate era agora uma luta em uma jaula de aço.

## Resultados
| Nº                                          | Resultados | Estipulações                                              | Tempo |
| ------------------------------------------- | --- | --------------------------------------------------------- | ----- |
| 1                                           | Bayley, Dana Brooke, Ember Moon e Sasha Banks derrotaram Alicia Fox, Mickie James, Nia Jax e Tamina por submissão | Luta de quartetos                                         | -     |
| 2                                           | Drew McIntyre (com Dolph Ziggler) derrotou Finn Bálor                                                             | Luta individual                                           | -     |
| 3                                           | The B-Team (Bo Dallas e Curtis Axel) derrotou The Revival (Scott Dawson e Dash Wilder)                            | Luta de duplas                                            | -     |
| 4                                           | The Bar (Cesaro e Sheamus) (c) derrotou The New Day (Big E e Kofi Kingston) (com Xavier Woods)                    | Luta de duplas pelo Campeonato de Duplas do SmackDown     | -     |
| 5                                           | Bray Wyatt derrotou Baron Corbin                                                                                  | Luta individual                                           | -     |
| 6                                           | Bray Wyatt derrotou Baron Corbin                                                                                  | Luta sem desqualificações                                 | -     |
| 7                                           | Charlotte Flair derrotou Asuka                                                                                    | Luta individual                                           | -     |
| 8                                           | Rey Mysterio derrotou Shinsuke Nakamura (c) por desqualificação                                                   | Luta individual pelo Campeonato dos Estados Unidos da WWE | -     |
| 9                                           | Rey Mysterio e Rusev (com Lana) derrotaram Shinsuke Nakamura e The Miz                                            | Luta de duplas                                            | -     |
| 10                                          | AJ Styles derrotou Samoa Joe por submissão                                                                        | Luta em uma jaula de aço                                  | -     |
| 11                                          | Seth Rollins (c) derrotou Dean Ambrose                                                                            | Luta em uma jaula de aço pelo Campeonato Intercontinental | -     |
| (c) – Refere-se aos campeões antes da luta. | |                                                           |       |